# Bjälke

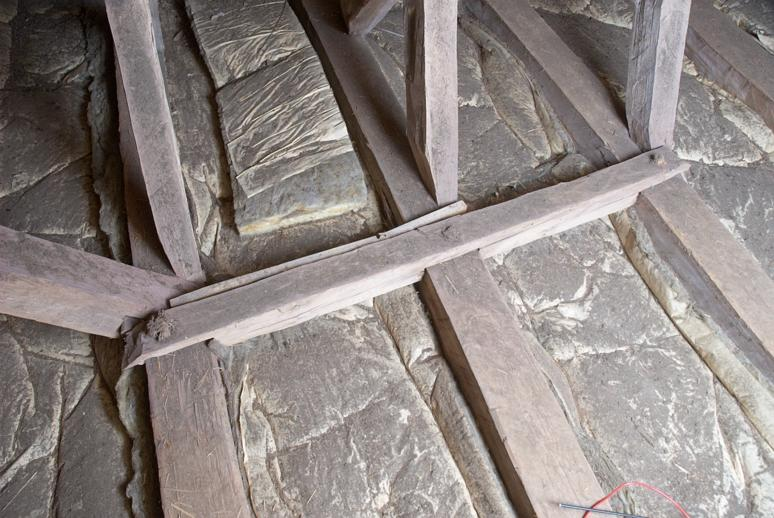
Bjälkar på vinden i Granhults kyrka.

En bjälke är en sågad trästock med fyrkantig genomskärning. 